# Michael Piccolruaz
Michael Piccolruaz (* 31. prosince 1995) je italský reprezentant ve sportovním lezení, mistr Itálie, vítěz Italského poháru, juniorský vicemistr Evropy a vítěz Evropského poháru juniorů v boulderingu, vicemistr Itálie v lezení na obtížnost.

## Výkony a ocenění
- 2011: vítěz Evropského poháru juniorů
- 2013: 5. místo na ME, vítěz Italského poháru, vítěz Evropského poháru juniorů
- 2014: juniorský vicemistr Evropy
- 2014-2018: nominace na prestižní mezinárodní závody Rock Master v italském Arcu

### Závodní výsledky
| Arco Rock Master | Arco Rock Master | Arco Rock Master | Arco Rock Master |
| Rok              | 2014             | 2017             | 2018             |
| ---------------- | ---------------- | ---------------- | ---------------- |
| Bouldering       | 8                | 6                | 6                |

| Mistrovství světa | Mistrovství světa | Mistrovství světa | Mistrovství světa |
| Rok               | 2014              | 2016              | 2018              |
| ----------------- | ----------------- | ----------------- | ----------------- |
| Obtížnost         | —                 | —                 | 61                |
| Rychlost          | —                 | —                 | 63                |
| Bouldering        | 35                | 21                | 99                |
| Kombinace         | —                 | —                 | x                 |

| Světový pohár | Světový pohár | Světový pohár | Světový pohár | Světový pohár | Světový pohár | Světový pohár |
| Rok           | 2013          | 2014          | 2015          | 2016          | 2017          | 2018          |
| ------------- | ------------- | ------------- | ------------- | ------------- | ------------- | ------------- |
| Obtížnost     | —             | —             | —             | 0             | —             |               |
| jednotlivě*   | —             | —             | —             | ,45,          | —             | x             |
|               |               |               |               |               |               |               |
| Rychlost      | —             | —             | —             | —             | —             |               |
| jednotlivě*   | —             | —             | —             | —             | —             | x             |
|               |               |               |               |               |               |               |
| Bouldering    | x             | x             | x             | x             | 49            | 26            |
| jednotlivě*   | x             | x             | x             | x             | x             | x             |
|               |               |               |               |               |               |               |
| Kombinace     | —             | —             | —             | —             | x             |               |

* poznámka: nalevo jsou poslední závody v roce; v roce 2017 se hodnotila kombinace i za jednu disciplínu
| Mistrovství Evropy | Mistrovství Evropy | Mistrovství Evropy | Mistrovství Evropy |
| Rok                | 2013               | 2015               | 2017               |
| ------------------ | ------------------ | ------------------ | ------------------ |
| Obtížnost          | —                  | —                  | 12                 |
| Rychlost           | —                  | —                  | 21                 |
| Bouldering         | 5                  | 7                  | 8                  |

| Mistrovství Itálie | Mistrovství Itálie | Mistrovství Itálie | Mistrovství Itálie |
| Rok                | 2013               | 2014               | 2015               |
| ------------------ | ------------------ | ------------------ | ------------------ |
| Obtížnost          |                    | 2                  |                    |
| Bouldering         | 1                  |                    | 2                  |

| Italský pohár | Italský pohár |
| Rok           | 2013          |
| ------------- | ------------- |
| Bouldering    | 1             |

| Mistrovství Evropy juniorů | Mistrovství Evropy juniorů |
| Rok                        | 2014                       |
| -------------------------- | -------------------------- |
| Bouldering                 | 2                          |

| Evropský pohár juniorů | Evropský pohár juniorů | Evropský pohár juniorů | Evropský pohár juniorů | Evropský pohár juniorů | Evropský pohár juniorů |
| Rok                    | 2009 kat. B            | 2010 kat. B            | 2011 kat. A            | 2012 kat. A            | 2013 junioři           |
| ---------------------- | ---------------------- | ---------------------- | ---------------------- | ---------------------- | ---------------------- |
| Rychlost               |                        |                        |                        |                        |                        |
| jednotlivě*            | Stříbrná medaile       |                        |                        |                        |                        |
|                        |                        |                        |                        |                        |                        |
| Bouldering             |                        |                        | 1                      |                        | 1                      |
| jednotlivě*            |                        |                        | ,                      | Stříbrná medaile       | ,                      |

* poznámka: nalevo jsou poslední závody v roce